# ヴィリー・ファン・デル・カイレン
ヴィリー・ファン・デル・カイレン（Willy van der kuijlen、1946年12月6日 - 2021年4月19日）は、オランダ・ヘルモント出身の元サッカー選手。現役時代のポジションはFW（センターフォワード、セカンドトップ）。

## 経歴

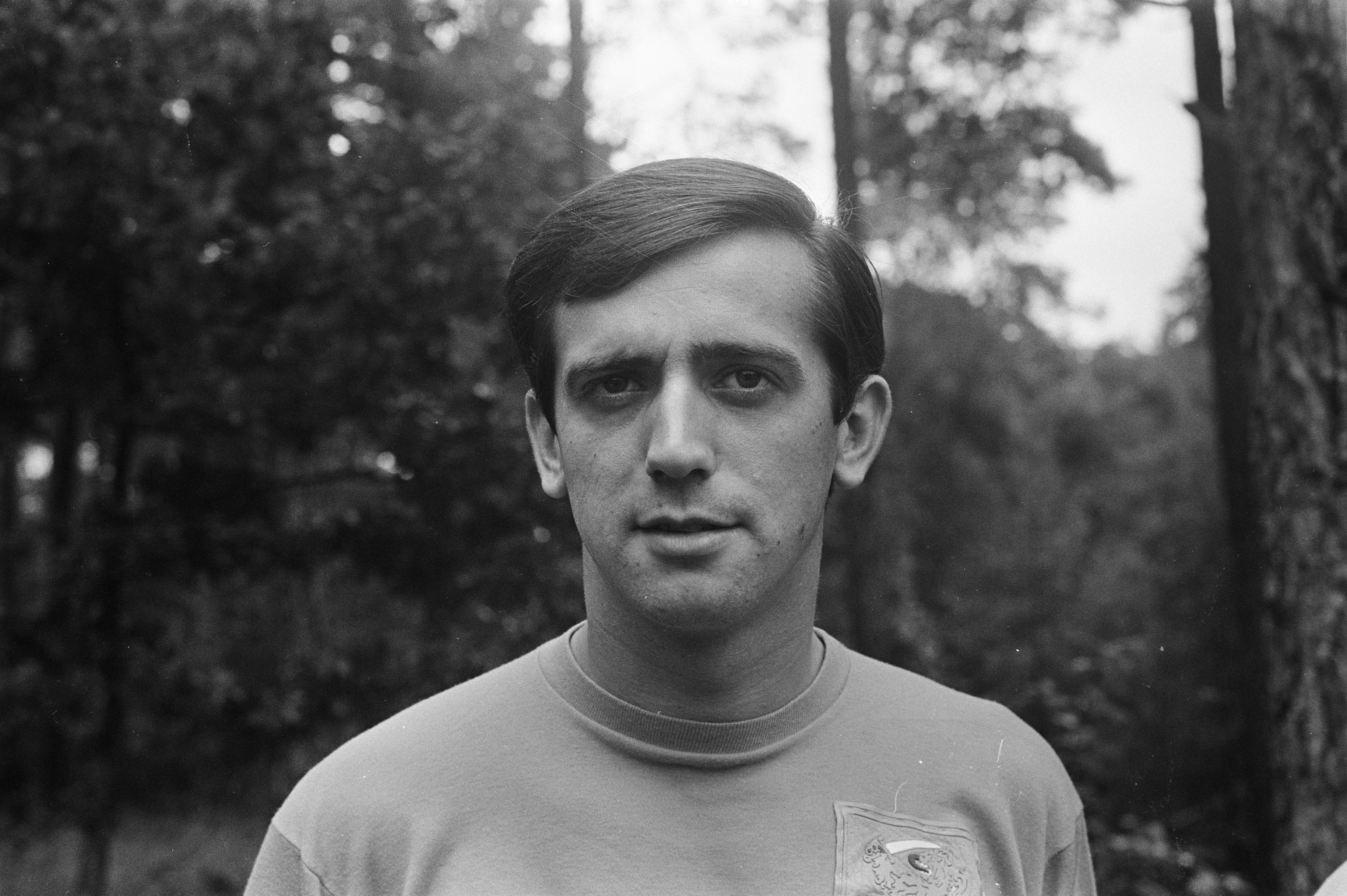
PSV若手時代（1968年）

HVVヘルモントでサッカーを学び、1964年にPSVアイントホーフェンへ入団。PSVでは18シーズンの間在籍し、エールディヴィジ通算528試合に出場し311得点を記録し得点王に3度選ばれた実績を持つ。

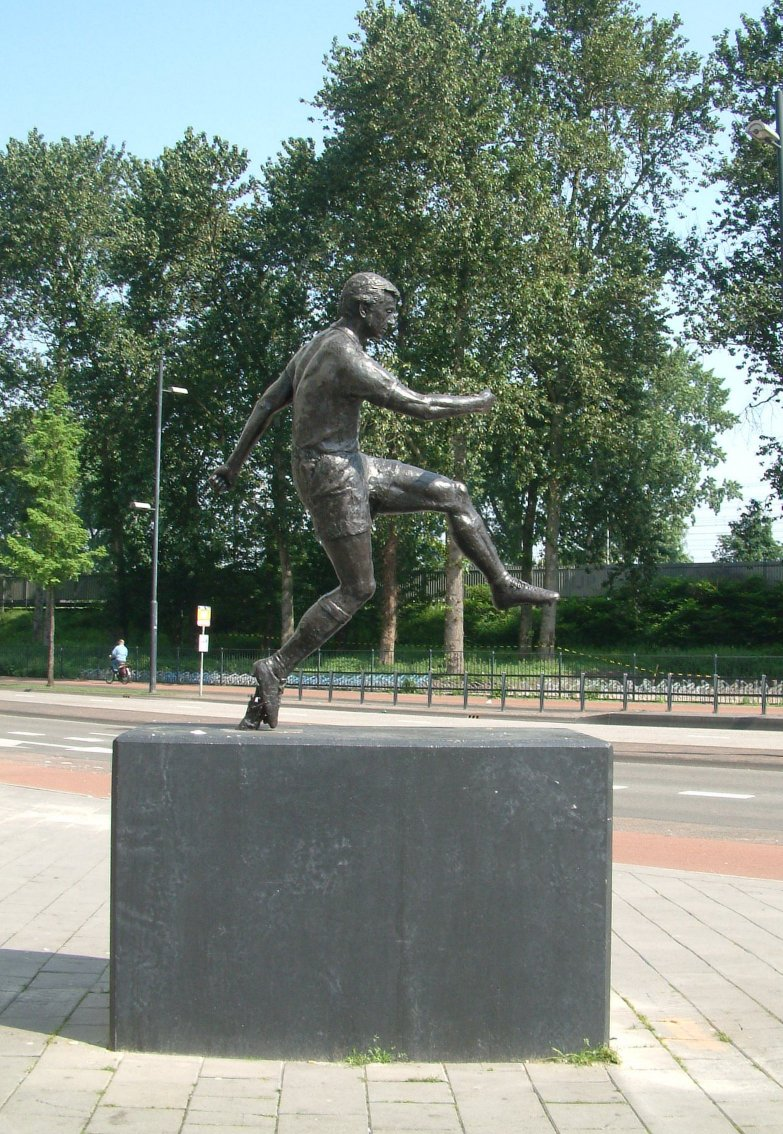
フィリップス・スタディオンにあるカイレンの銅像

得点記録はエールディヴィジとPSVの歴代最多得点記録となっている。PKでは37得点を決めているが、これはロナルド・クーマンの44得点に次ぐ歴代2位の記録である。
オランダ代表としては1966年から1977年の間に国際Aマッチ22試合で7得点を記録したが、1974年のワールドカップ・西ドイツ大会のメンバーからは落選している。
2021年4月19日、74歳で死去。

## 所属クラブ
- 1964-1981 PSVアイントホーフェン
- 1981-1982 MVVマーストリヒト

## タイトル
クラブ
- UEFAカップ: 1978
- エールディヴィジ: 1975, 1976, 1978
- KNVBカップ: 1974, 1976

個人
- エールディヴィジ得点王: 1966,1970,1974